# نبيل شعيل
نبيل شعيل  (30 ديسمبر 1961 -)، مغني كويتي.

## حياته ومشواره الفني
ولد في الكويت ونشأ في منطقة الخالدية وسط بيئة محافظة، رفض جده تسميته «داود» على اسمه، لأنه لا يزال على قيد الحياة؛ فأطلق عليه اسم نبيل، الأمر الذي تسبب في قطع السلسلة المتوالية في أسماء الأجداد والأبناء والأحفاد والتي هي «سليمان داوود سليمان داوود».
في مطلع شبابه مارس هواية الغناء في مناسبات عائلية عند أصدقائه كذلك في الحفلات العامة. عام 1978 دخل إلى المعهد العالي للفنون الموسيقية وبعد دراسة أول وثاني ثانوي وتعلم كتابة النوتة الموسيقية وقراءتها وتوقف عن الدراسة وغادر المعهد لأنه لم يتقبل الأوضاع المحيطة به آنذاك.
أول أغنية أداها أمام الجمهور كانت "أقبل العيد" بمناسبة عيد الفطر عام 1980. يقول في مطلعها: أقبل العيد الحبيب وشدا الطير وغنى.
منذ طفولته حلم نبيل شعيل بأن يكون مطربا معروفا وعندما كبر سعى إلى تحقيق هذا الحلم. عام 1981 بينما كان يغني في إحدى الحفلات الخاصة سمعه أحد الأصدقاء وكان يملك شركة للانتاج الفني فأعجب بصوته وطلب منه تسجيل شريط غنائي إلى جانب إشراكه في حفلات غنائية. وافق نبيل شعيل على هذا العرض واعتبره فرصة ثمينة سمحت له بتقديم مجموعة من الأغنيات العاطفية وقد حالفه الحظ والتوفيق وحقق نجاحا. تتابعت الحفلات وراح الناس يتحدثون عن ظهور مطرب جديد بعد أغنية «سكة سفر» التي سبقت طرح شريط نبيل شعيل الغنائي في الأسواق وازداد الطلب عليه فعمد لتلبية رغبة الجمهور إلى نقل مجموعة من أغنيات الحفلات التي كان يقيمها على أشرطة كاسيت وتوزيعها. هكذا كانت بداية الفنان نبيل شعيل وعلاقته بالجمهور. يقول نبيل شعيل عن أغنية "سكة سفر": "هي جواز سفري الحقيقي في عالم الغناء ولهذه الأغنية مكانة خاصة في نفسي إذ حملت اسمي إلى الجماهير وهي تاريخ ميلادي الفني".
وبعد ذلك انطلق مشواره الفني برسم خط بياني متصاعد وخطوات ايجابية. قدم خلاله أعمالا والبومات غنائية ناجحة حتى آخر البوم له. عام 1983 تعاون نبيل شعيل مع الملحن راشد الخضر وقدم من ألحانه أغنية «بوعي ضميره» من كلمات الشاعر الغنائي عبد اللطيف البناي وفي العام نفسه غنى من ألحان سليمان الملا ثلاث أغنيات: اثنتان من كلمات الشاعر الغنائي عبد اللطيف البناي والثالثة من كلمات الشاعر الغنائي مبارك الحديبي. عام 1985 غنى نبيل شعيل «بقدرة قادر» من تلحينه وكلمات الشاعر الغنائي سامي العلي فقدّم نفسه كملحن بشكل رسمي. يقول فيها: "بقدرة قادر صرت أنا المنسي، قدرة قادر صرت أعز من نفسي، أنا بسكت وما تكلم، وبشوف مين فينا يتندم". بعد ذلك غنى «لا تحسب إني أبكي عليك» من كلمات الشاعر الغنائي سامي العلي وألحان الفنان سليمان الملا وهي أغنية واقعية يقول في مطلعها: "لا تحسب اني أبكي عليك، أنا أبكي على حالي، وضيعت عمري بين أيديك، وضاع عمري عالخالي".
عام 1986 سجل الفنان نبيل شعيل أكثر من أغنية وطنية من بينها: «نورت يا حلاها» من كلمات الشاعر يوسف ناصر وألحان راشد الخضر ويقول في مطلعها: "نورت يا حلاها شمس الاقبالي والعذارى اشموع من حواليها. وفي أغنية «عيد الكويت» من كلمات الشاعر سامي العلي وألحان وغناء نبيل شعيل يقول في مطلعها: "عيد الكويت عيد الوفاء لأميرنا كل الولاء فرصة كبرى تعم القلوب تعانق الذكرى بكل الدروب".
عام 1987 شارك نبيل شعيل مجموعة من المطربين في تقديم أغان دينية من تلحين يوسف المهنا وكلمات الشاعر يعقوب السبيعي وهم: مصطفى أحمد، عبد الله الرويشد، عبد الكريم عبد القادر، وصالح الحريبي وكانت أغنية نبيل شعيل بعنوان «الله اكبر» يقول فيها: "الله اكبر الله اكبر كبيرا، الله اكبر والحمد لله كثيرا، الله اكبر حقا الله اكبر صدقا، وعروة الله وثقى، الله اكبر نادى بها المؤذن فينا، الله اكبر تدعو للخير دنيا ودينا، والله خير معين لمن أراد معينا".
عام 1988 سجل أغنية «شالعجب» من كلمات الشاعر الغنائي ساهر وألحان محمد البلوشي يقول مطلعها: "شالعجب مريت وأنت حالف ما تمر، واشتقتلي حنيت وإلا لك نية غدر".
بدايات التعاون بين الفنان نبيل شعيل والملحن راشد الخضر كانت من خلال ألحان غريبة على المستمع الكويتي بصوته الحاد الذي جاء عكسا للتيار السائد الذي كانت تسيطر عليه في ذلك الوقت الأصوات «الجهورة». غنى شعيل «مشاوير العمر» من كلمات عبد اللطيف البناي وألحان الخضر بعد ذلك قدم أغنيات عاطفية من بينها: «أمنت عمري» و«أنا ما أنساك لو تنسى» وتعاون مع الملحن غنام الديكان وغنى له: "شيسوي اللي ما يقدر ولا له إلا يتصبر، شوقي لك يا حبيبي أظن فوق ما أتصور". كذلك تعاون مع مجموعة من الملحنين والمؤلفين في أغنيات من بينها: «تحت أمرك» من ألحان سليمان الملا وكلمات ساهر، «الله يا خوفي» من كلمات الشاعر الغنائي بدر بورسلي وألحان الدكتور عبد الرب إدريس، «ما يضيع» لمحمد الرويشد. هذه المجموعة الغنائية جاءت عام 1988 وما قبله.
عام 1989 قدم الفنان نبيل شعيل أغاني متنوعة في الأشكال الغنائية بنكهة شعبية مع الملحن عبد الله الرميثان والشاعر الغنائي مبارك الحديبي في أغنيتي: «اللي ماله أول» و«صادني» ما زالت تذاع حتى الآن. قال الحديبي عن تعاونه مع نبيل شعيل: «قدمنا معا أغنية «صادني» التي حققت نجاحا لأسلوبها ورقة معانيها وبعد هذا النجاح لدينا أكثر من مشروع للتعاون معا».
عام 1990 قدم نبيل شعيل من كلمات الشاعر الغنائي مبارك الحديبي وألحان الرميثان: «الزمن دار» و«هِلّي» تميزت بإيقاعات شعبية مصرية يقول فيها: "هلّي يا قمرا علينا نوري ليالي السهارى، خلي الليالي تغني في أحلى معنى وعباره". في العام ذاته غنى من كلمات الشاعر مبارك الحديبي «لا التقينا على خير» يقول فيها: "لا التقينا على خير، وجا هواك وهوانا، القى له طعم غير، ياالله عسى يتم لقانا". وكذلك أغاني «قلبي تلهوق» و«حبيبي تمسكن» و«هلي يا قمرة» و«نار الهوى» و«ويلاه من كل صبر» و«الناس يا خلي» يقول فيها: "كم واحد الناس خلوه ينسى غرامه وفي خله يشك أكثر، كم واحد دلوه درب الندامه وخلو بلوته تكبر" وأغنية «دار الهوى» يقول فيها: "دار الهوى والزمان جار على حبيبك يا خلي".
يترنّم أهل الكويت في مناسباتهم المختلفة بأغنية «يا دار لا هنتي ولا هان راعيك» التي قدمها نبيل شعيل أثناء الغزو العراقي للكويت في دويتو مع الفنان السعودي رابح صقر وما زال نبيل شعيل يقدم هذه الأغنية في الحفلات وتذاع في وسائل الإعلام وتحقق نجاحا. نبيل شعيل قدم أغاني وطنية كثيرة خلال الأزمة فكانت بلسما لجروح أهل الكويت وآهاتهم التي لم يستطيعوا إطلاقها بصوت عال تحت نيران الاحتلال فكان صوتهم إلى العالم في أغنية: “راجعين يا أغلى بلاد يا كويتنا الحبيبة” وبث فيهم روح التفاؤل عندما غنى “انتصرنا والناصر الله” وغيرها من الأغاني التي تجدد العهد على اللقاء فوق أرض الوطن. خلال الغزو العراقي للكويت تنقل نبيل شعيل بين القاهرة والرياض لتقديم أعمال وطنية وكانت حصيلة تسجيلاته أربعة أشرطة وغنى فيها باللهجات الكويتية والمصرية وباللغة الفرنسية. يوم الضربة الجوية بث التلفزيون السعودي أغنية لنبيل شعيل بعنوان “راح الكثير يا بلادي” وكان سجل أغنية “انتصرنا” وسلمها إلى التلفزيون السعودي قبل الضربة الجوية إذ انتابه إحساس قوي بعودة الكويت وتحريرها من المحتل. بعد التحرير قدم أعمالا غنائية وطنية أخرى من بينها: “دارنا من طمع فيها طمع فينا” من كلمات الشاعر خالد المريخي وألحان مشعل العروج و“إحنا نبايع” من كلماته وألحانه يقول فيها: "إحنا نبايع جابر وسعد، إحنا نبايع ونجدد العهد، كلنا جابر وكلنا سعد".
عام 1992 طرح نبيل شعيل شريطا غنائيا جديدا هو أول عمل يهديه إلى عشاقه بعد التحرير جمع فيه نخبة من ألمع كتّاب الأغنية وملحنيها من بينهم: الشاعر الغنائي مبارك الحديبي الذي كتب له كلمات أغنية “فكرة”. يذكر أن الحديبي كتب لنبيل شعيل مجموعة من الأغنيات ولا يخلو شريط له من أغنية أو أكثر للحديبي.
عام 1993 شكل مرحلة التنويع في الأعمال الغنائية لنبيل شعيل إذ تضمن شريطه أغنيات من ألحانه هي: “الله يا زينه” من كلمات الشاعر الغنائي مبارك الحديبي و“طبع الليالي” و“أهل الرياض” من كلمات الأمير عبد الله الفيصل و“أعز النفس” من كلمات الشاعر الغنائي عبد الأمير عيسى و“نصيب الغيرة” من كلمات الشاعر الغنائي مبارك الحديبي و“نار الهوى” و”جرح القصيدة” من كلمات الشاعر خالد الفيصل و“رماني” من كلمات الشاعر الأمير عبد الله الفيصل.
استمرت مسيرة نبيل شعيل ونجاحاته فأصدر عام 1994 ألبوم “شعيل 94” يتضمن في الوجه الأول الأغنيات التالية: “لا تغالط إحساسك” من كلمات الشاعر الغنائي مبارك الحديبي وألحان محمد البلوشي الذي يتعاون للمرة الثانية مع نبيل شعيل بعد أغنية “من شكى لي” عام 1990 من كلمات الشاعر الغنائي بدر بورسلي. “تركّد” من كلمات الشاعر الغنائي يوسف ناصر وألحان نبيل شعيل. “صباح الخير” من كلمات الشاعر الغنائي أحمد الشرقاوي وألحان عماد الرميثان. أما الوجه الثاني من الشريط فيتضمن الأغنيات التالية: “من تكون؟” من كلمات هندي العنزي وألحان عماد الرميثان و“العشق يذبح” من كلمات سعد الخريجي وألحان صالح الشهري. يقول نبيل شعيل عن هذا الشريط: “حققت من خلاله الأهداف التي أردتها وسعيد جدا بالتجربة وبمستوى النجاح الذي حصل حتى أن الشريط انتشر بسرعة البرق بين الناس ولم يقتصر النجاح على الكويت والخليج العربي بل وصل إلى مصر ولبنان وسورية وسائر الدول العربية”.
عام 1995 تعاون نبيل شعيل مع الملحن خالد الزايد في أغنية من كلمات الشاعر عبد الله العجيل في لحن لعبوني ويضاف هذا التعاون إلى تجربتين سابقتين لنبيل شعيل مع اثنين من أبرز ملحني الأغنية الكويتية المعاصرة هما غنام الديكان ويوسف المهنا.
فازت أغنية نبيل شعيل “عينك على مين” (من ألحان صلاح الشرنوبي) في إحدى جوائز “مهرجان الغناء العربي” الذي نظمته هيئة الإذاعة والتلفزيون في أبو ظبي كذلك مثل مع سعاد عبد الله الكويت في وفد الفنانين العرب في احتفال تكريم الفنانين العرب الذي أقامته الجمعية الأميركية العربية للفنون في أكبر قاعات مدينة أتلانتيك سيتي وزارا مقر هيئة الأمم المتحدة. كذلك حاز نبيل شعيل جائزة الألبوم الذهبي من إذاعة الكويت عام 1996 ونالت أغنية “مجبور” (من كلمات حبيب فاضل وألحان عماد الرميثان) جائزة أفضل عمل غنائي خليجي في لبنان إف إم وفي استفتاءات المجلات اللبنانية (الشبكة ونادين وألوان). في العام نفسه قدم شعيل أغنيات من تأليف الشاعر خالد المريخي ومن ألحان مشعل العروج.
1997 أحد الأعوام الفنية المتميزة في مسيرة نبيل شعيل فقد شارك في الدورة الثالثة ل“مهرجان الأغنية العربية في القاهرة” وفي “مهرجان قرطاج للفنون الشعبية” وقدم شريطه “نبيل 97“ الذي راهن فيه على التعاون مع عناصر شبابية جديدة على صعيدي الكلمات والألحان فاختار سبعة أسماء تطلّ للمرة الأولى على الجمهور في الكويت في دعوة صريحة منه للتواصل مع مرحلة جديدة بكل معطياتها وشكلها الغني. من أبرز الأعمال الغنائية التي تضمنها هذا الشريط: “يا فتان” من كلمات سراج شبيب وألحان مشعل العروج و“منهو إنت” و“غرورك” و“دموعك” و“لعبة الأيام” من كلمات خالد البذال وألحان مشعل العروج و“شعيل” وأغنية من كلمات الشاعر الأمير سعود بن عبد الله بن محمد آل سعود وألحان صالح الشهري.
عام 1997 زار نبيل شعيل لبنان بدعوة من تلفزيون المستقبل للتعرف إلى الأجواء الفنية اللبنانية والاتفاق على مشاريع معه وشارك في برامج على شاشته من بينها: “بعد سهار” و”عالم الصباح” و”شوهية الغنية”. لمناسبة وجوده في لبنان قدم أغنية خاصة لبيروت من كلمات ساهر دمج فيها مقاطع من أغنية تلفزيون المستقبل “لعيونك” مع المقطع الأول من أغنيته الشهيرة “عيونك على مين”.
عام 1998 شارك نبيل شعيل في غناء أوبريت “الحلم العربي” مع أبرز نجوم الأغنية العربية وقدم شريطه “شعيل 98“ الذي احتوى سبع أغنيات عاطفية وتعاون فيها مع مجموعة من المؤلفين والملحنين من بينهم: ساهر ومشعل العروج وخالد الحيان وناصر الصالح وعبد الله القعود وصالح يسلم وعلي الجبر وخالد المريخي وأحمد الشرقاوي. ومن أغنيات الشريط: “الحب قوي” من تأليف الشاعر الغنائي أحمد الشرقاوي وألحان صالح يسلم. “عرفتني” من كلمات الشاعر الغنائي علي الفضلي وألحان عبدالله القعود. “قولوا لها” من كلمات خالد الحيان وألحان مشعل العروج. “أما كذا” من كلمات الشاعر خالد المريخي وألحان مشعل العروج. “ما أروعك” من كلمات الشاعر الغنائي ساهر وألحان مشعل العروج.
عام 1999 أحيا نبيل شعيل حفلات في سورية ولبنان بمشاركة نجوم الطرب من بينهم: نجوى كرم ووائل كفوري وجورج وسوف ووليد توفيق وباسكال مشعلاني. كذلك أحيا حفلات في لندن وباريس وشارك مع الفنانين العرب في احتفالات مصر بثورة يوليو مقدما أوبريت «الحلم العربي».
امتدادا للانفتاح الذي شهده نبيل شعيل خارج دائرة الكويت واتساع قاعدته الجماهيرية شارك عام 2000 في مهرجان جرش للثقافة والفنون بالمملكة الأردنية الهاشمية وأحيا حفلة حضرها أكثر من 15 ألف شخص قدم خلالها مجموعة من أغنياته الجديدة والقديمة كذلك شارك في أول مهرجان عربي للأغنية المصورة بمدينة الغردقة المصرية الواقعة على ساحل البحر الأحمر مع كبار المطربين من مصر والعالم العربي. مثل الكويت في هذا المهرجان محمد البلوشي وخالد بن حسين وكانت حفلة نبيل شعيل من خارج المسابقة الرسمية مع نوال وشمايل ورائدة. كذلك أحيا حفلات غنائية في القاهرة وعواصم عربية وأوروبية. على صعيد التلحين تعاون نبيل شعيل مع ملحنين كويتيين وخليجيين مرموقين من بينهم: رابح صقر في أغنية «أشر بعينك» من كلمات العطيب وراشد الخضر في أغنية «تنام الناس» من كلمات البندر وصالح الشهري في أغنية «عذبت» من كلمات عبير الدبيس وسعود المسعود في أغنية «جانك تبيني» من كلمات الشاعر الغنائي أحمد الشرقاوي وطلال مداح في أغنية «أضمه بالعدل» من كلمات الشاعر الغنائي مبارك الحديبي ومن الأغنيات التي قدمها «من سنه».
عام 2002 قدم نبيل شعيل شريط «شعيل 2002» تضمن تسع أغنيات يغلب عليها الطابع الخليجي مع أغنية لبنانية من كلمات ميشال جحا وألحان جوزيف جحا وأخرى مصرية لحنها وليد سعد. ومن الأغنيات التي اعتمدت على الموروث المغربي «شوفي غيره» كتبها الشاعر الغنائي ساهر. نوع نبيل شعيل في حضوره الغنائي عام 2002 عبر أغنيتين رومانسيتين هادئتين: «آخر المشوار» من كلمات أحمد بن ظاهر وألحان أحمد الهرمي و«سيد جروحي» من كلمات الشاعر الأمير عبد الرحمن بن مساعد. شارك نبيل شعيل في الجلسة الطربية الرابعة ضمن السهرات الغنائية المشتركة بين تلفزيون الكويت ومحطة تلفزيون الشرق الأوسط من تقديم عبيد العتيبي والمذيعة يسرى الحويلي وقد عبر نبيل شعيل عن هذه المشاركة بقوله: «من الجميل أن يسعى المطرب إلى التلوين والتنويع في ما يقدم من أغانٍ لأن ذلك يعد اختبارا حقيقيا لإمكاناته الصوتية». رافقت الفرقة البحرينية بقيادة الموسيقار محمد ناصر نبيل شعيل في الجلسة الطربية وهي ترافقه في غالبية حفلاته الغنائية. من الأغاني التي قدمها في الجلسة: «كذبو» و«اللي ماله أول» و«ليلة يا غرام» و«منساك» و«سيد جروحي» و«الله يا خوفي» و«يا شمس لا تغيبي» و«دلوعه» و«وش العجب» و«راحت وقالت» و«مسك الختام». يذكر أن الجلسات الغنائية من إعداد محمد المسري ومحسن العلوي وإخراج محمد حسين المطيري.
عام 2003 غنى نبيل شعيل «دار أخو مريم» وهي أغنية وطنية من كلمات الشاعر البندر وألحان الدكتور بندر عبيد. لم يكتف بهذه الأغنية التي تحمل كلماتها حبا كبيرا للوطن بل اختار نصا وطنيا للشاعر ثامر الجدعي بعنوان «لا نهاب» صاغ ألحانه الدكتور بندر عبيد عميد المعهد العالي للفنون الموسيقية. وفي العام نفسه عاد نبيل شعيل إلى أوراقه والنصوص بين يديه ليتابع عملا أوقفه سابقا وهو تسجيل أوبريت وطني مع المطربة سناء الخراز من كلمات الدكتور عبد الله الغنيم وألحان سليمان الديكان إلى جانب أوبريت آخر مع عبد الله الرويشد ونوال الكويتية من كلمات الشيخ صباح الناصر وألحان عبد الله القعود.
في الخامس من فبراير 2004 شارك نبيل شعيل في الأمسية الغنائية الثانية لمهرجان «هلا فبراير» مع الفنانين: أبو بكر سالم وشيرين عبد الوهاب وجواد العلي. قدم شعيل وصلته الغنائية برفقة الفرقة البحرينية بقيادة الفنان محمد ناصر وغنى فيها معظم أغنيات ألبومه الجديد شعيل 2004 من بينها: «رواية»، «خلاص»، «يا مولاي»، «ريحني»، «خيانه». وفي 26 فبراير 2004 شارك نبيل شعيل مع عبد الله الرويشد في سهرة غنائية بمناسبة الاحتفالات بالعيد الوطني وعيد التحرير من تنظيم قطاع السياحة وعرضها تلفزيون الكويت على الهواء مباشرة. أقيمت هذه الحفلة في خيمة جهزت في فندق موفنبيك خصيصا لهذه السهرة التي افتتحها نبيل شعيل عند الحادية عشرة ليلا بعدما قدمه عبيد العتيبي إلى الجمهور وحلق وغنى الحب للوطن والقلوب وسط جو عائلي واستمر لغاية منتصف الليل. آخر نشاط قام به نبيل شعيل عام 2004 كان مشاركته في الأول من مارس في البرنامج التلفزيوني المنوع «الديرة فن» عبر القناة الفضائية الأولى الكويتية مع زميله الفنان عبد الله الرويشد وهو من إعداد محسن العلوي وعلياء القلاف وتقديم بدر الدلح وإخراج أحمد الظفيري وفهد حسين.
عام 2007 أفسح نبيل شعيل في المجال أمام مجموعة من الشباب للمشاركة في تسجيلاته الجديدة من خلال مركز طربان ومن هؤلاء: الملحن مشعل العروج والمذيع مشعل الشايع كذلك سجل أغنية من تأليف الفنان الشاب بشار الشطي وتلحينه وشارك في برنامج «العراب»الذي يقدمه نيشان على إحدى القنوات الفضائية في بيروت.
ومن أبرز نشاطاته في العام 2008 مشاركته في حفلات هلا فبراير وقد وصفت بأنها من الحفلات الناجحة جدا قدم فيها 16 أغنية عاطفية ووطنية. أصدر نبيل شعيل ألبوما جديدا بالتعاون مع مجموعة من الشعراء والملحنين ومن أغنياته: «قلت يا مسكين» من كلمات الشاعر مشعل مناور وألحان فهد الناصر وتوزيع عصام الشرايطي، «الكل حدنا» من كلمات الشاعر سعد المسلم وألحان فهد الناصر وتوزيع خالد عز وهاني فرحات، «فيني غرام» من كلمات سعد المسلم وألحان فهد الناصر وتوزيع عصام الشرايطي. كذلك قدم بصوته مقدمة «جدار القلب» من كلمات الشاعر بهاء الدين محمد وألحان زياد الطويل. المسلسل من تأليف أحمد عبد الرحمن وإنتاج قطاع الإنتاج في التلفزيون المصري وإخراج أحمد صقر ومن بطولة سميرة أحمد.
عام 2010 حلّ نبيل شعيل ضيفا على جمهور تارا تاتا على قناة دبي في ثاني حلقات الموسم الخامس من البرنامج الذي يجمع نجوم الأغنية العربية في أعمال غنائية منفردة لا تتكرر في أي برنامج آخر فأطل نبيل شعيل ووائل جسار في لقاء طربي بامتياز إلى جانب عبير نعمه وعادل محمود ورجاء قصابني فيما قدمت الحلقة رزان مغربي.
عام 2011 تعاون نبيل شعيل مع الشاعر الغنائي السعودي أحمد علوي في أغنية «يا عسل» في ألبومه الغنائي الذي صدر في مايو ثم توالت أعماله منتقلا من نجاح إلى آخر.
في عام 2013 أطلق نبيل شعيل أول أغنية منفردة رسمية له تحمل عنوان «راحوا الطيبين» من كلمات وألحان عبد العزيز العبكل وتوزيع موسيقي هشام كامل وقد أذيعت عبر محطة مارينا إف إم.
في عام 2017 أحيا نبيل شعيل للمرة الأولى في مشواره الفني الذي استمر أكثر من ثلاثين عاما حفل غنائي بالمملكة العربية السعودية وبالتحديد بمدينة جدة. وقد أقيم الحفل في 28 ديسمبر بمشاركة رابح صقر.
في عام 2021 أقر نبيل شعيل بفشله في الوصول للجمهور وتقديم أغان جيدة خلال السنوات الخمس الماضية. وقال في مقابلة تلفزيونية عبر برنامج "علي ونجم" عبر شاشة التلفزيون الكويتي إنه خلال تلك الفترة كان يقدم ذات الأعمال بنفس المجموعة التي تعمل معه دون تطوير شكل الأغنية مضيفا أن فترة الخمس سنوات كان خلالها عامين توقف فيهما عن العمل ولم يخرج سوى بأغنية واحدة لأنه لم يكن متعاقدا مع شركة إنتاج حينها. وأشار إلى أن ما يتداوله الجمهور بأن الأغاني الوطنية التي قدمها في فترة الخمس سنوات الماضية هي التي سندته أمام الجمهور حقيقي معقبا أن "هذا الكلام فيه نوع كبير من الصحة". وأكد أن فترة توقفه كانت لإعادة ترتيب الأوراق وهذا شيء طبيعي موضحا أنها ليست أول وقفة في حياته الفنية وأن هذا يحدث في كثير من المهن.
وفي عام 2021 أيضا وصلت مشاهدات فيديو أغنية ندمان على يوتيوب إلى 100 مليون مشاهدة. وقال نبيل شعيل: "الأغنية حققت رقما قياسيا وإنجازا كبيرا وأنا سعيد بهذا التفوق خصوصا أن جمهوري يستحق المزيد من الأعمال المميزة ومهما قدمت له من أعمال فهو جدير بالأفضل دائما لأن الفنان يعمل ويجتهد لإسعاد الجمهور". وأغنية ندمان كلمات قصي عيسى وألحان علي صابر وتوزيع وميكس عثمان عبود وإيقاعات صفاء غريب والأغنية من ألبوم كبير الفن إنتاج شركة روتانا للصوتيات والمرئيات.

### الخلافات الفنية

#### كاظم الساهر
في لقاء تلفزيوني قديم قال نبيل شعيل عن كاظم الساهر إنه اتهم الكويت بمنع الحليب عن أطفال العراق مشيرا إلى أن كاظم الساهر لو كان يبكي على أطفال العراق فلما لا يبيع ساعته الغالية ويشتري لهم الحليب مشيرا إلى أن كاظم الساهر لو كان يحب العراق ما تركها وعاش بالخارج. وتحدث نبيل شعيل خلال الحلقة عن كاظم الساهر قائلا: "كاظم يحمل الجنسية الكندية والقطرية" إلى جانب جنسيته.
وفي عام 2008 تحدث نبيل شعيل في مقابلة تلفزيونية على قناة الراي في سياق ذكرياته عن كواليس الحفلات بإحدى الدول العربية حيث قال أنه في إحدى الحفلات التي كان يشارك بها كاظم الساهر قام بتحريض الضرايب عليه الأمر الذي دفع المتعهد الذي استضاف نبيل شعيل لدفع الرسوم اللازمة وبعد سؤالهم للضرايب عمن «جاب لهم الخبر» أجابوه أن كاظم الساهر هو الذي حرضهم على نبيل شعيل! وأضاف نبيل شعيل أن كاظم الساهر بدأ الغناء قبلي واستمر يغني كثيرا جدا أكثر من الوقت المخصص له الأمر الذي دفعني للذهاب إلى جناحي بالفندق لأرتاح حتى ينتهي من فقرته الطويلة جدا وأخذت نارجيلة وقام بتدخينها حتى أصبحت الساعة الرابعة فجرا وكاظم الساهر لم ينتهي من الغناء. وبعد ذلك أدى نبيل شعيل صلاة الفجر وقرر أخذ غفوة حتى ينتهي كاظم الساهر من غنائه الذي أنهى وصلته الغنائية بعد طلوع الفجر. وقال نبيل شعيل أنه يعلم أن الكثير من المطربين ولكي يضربوا المطرب الذي يليهم يقومون باحتلال جميع ساعات السهرة في الغناء لكي يرهقوا الجمهور ويوصلوه إلى درجة الإشباع فيترك الحفل قبل إطلالة المطرب الذي يليه.
بينما نفى كاظم الساهر وجود أي خلافات مع نبيل شعيل. وعلق كاظم الساهر على ما يشاع عن وجود خلافات بينه وبين نبيل شعيل فقال: «أنا معتاد على إثارة مثل هذه الحكايات من قبل بعض الصحف والمجلات حتى تزيد في مبيعاتها على حسابي. أنا هنا أؤكد أن علاقتي جيدة جدا مع صديقي عبد الله الرويشد بالإضافة إلى تأكيدي على علاقتي الطيبة المبنية على الاحترام بالمطرب القدير نبيل شعيل ولم يحدث بيننا أي شيء يعكر تلك العلاقة».
وفي عام 2019 رفض نبيل شعيل وجود أو غناء فنان عراقي – رفض ذكر اسمه – في الكويت لأنه هاجم دولة الكويت واصفا إياه بالمسكين الذي يقف مع النظام العراقي. وقال شعيل في لقاء متلفز على قناة كويتية: "يقف مع النظام العراقي ثم يخرج ويتبجح ويهاجم الكويت للأسف خسي هذا لا يجينا". وتفاعل الجمهور مع هذه التصريحات مؤكدين أنه يقصد كاظم الساهر وأنه يرفض حضوره للكويت. وخص نبيل شعيل بالذكر ماجد المهندس مؤكدا أنه يرحب به كفنان عراقي في الكويت إضافة إلى أي فنانين عراقيين محترمين لأنه يتم اتهامه بأنه يقف ضد حضور الفنانين العراقيين لإحياء حفلات بالكويت. وتابع: "ماجد المهندس أنا أحترمه عندما يأتي الكويت هو مطرب محترم أخذ الجنسية السعودية وكل شيء ولكنه محترم". وأعلن نبيل شعيل ترحيبه بالعراقيين في بلده الكويت بشكل عام فقال: "العراقيون ليس فيهم شيء، إلى متى تستمر الخصومات، هذه حقبة وراحت والخصومات لا تستمر". ورفض نبيل شعيل خلال ذات اللقاء الحديث عن كاظم الساهر مبديا اعتراضه على أسئلة مقدمي اللقاء لأنه اتفق معهم بتجنب الحديث عن أي أسئلة خلافية تُطرح عليه فقال: "هذا الموضوع ممكن سكره، لا أحب الحديث عنه هو فنان له جمهوره ومستمعينه ومحبينه وفي فترة وجدت خلافات وصارت ولا أريد الحديث".

#### خالد المريخي
في عام 2018 وبعد خلافات متعددة وغياب أكثر من 18 عاما عن التعاون عاد الشاعر خالد المريخي ونبيل شعيل والملحن مشعل العروج إلى العمل معا من جديد من خلال أغنية تم تجهيزها ووضع صوت نبيل شعيل عليها ومن ألحان مشعل العروج بين الكويت والقاهرة. وتحمل الأغنية بين طياتها فكرة غنائية جديدة ولحنا متميزا بعد النجاح الكبير الذي تحقق في آخر تعاون جمعهم معا بأغنية "راحت وقالت" التي طرحت في السابق أواخر التسعينات. وأكد خالد المريخي أنه لا يوجد أي خلاف في الوقت الحالي بينه وبين نبيل شعيل قائلا: "الفنان نبيل شعيل فنّان نقي القلب، وقد تجاوزنا جميع الخلافات السابقة التي تناقلها الإعلام بشكل كبير، إلاّ أننا كنا على اتصال دائم، لأننا في الأساس إخوة ويجمعنا الفن، والكلمة، والنجاح. الحياة لا تستحق هذا التشنج، والأمور طيبة وسيجمعنا عمل جديد من ألحان المبدع صاحب النجاحات الكبيرة الفنان مشعل العروج".

#### حسين الجسمي
نفى نبيل شعيل وجود أي خلافات بينه وبين المطرب الإماراتي حسين الجسمي لافتا إلى أنه حريص على التواصل معه وتهنأته بكل أعماله الجديدة. نبيل شعيل علق على سحب حسين الجسمي البساط منه قائلا: “كيف يسحب الجسمي البساط من تحت قدمي وأنا ثقيل. أنا مَن أطلقت اسم حسين في الكويت وأنا الذي كلما طرح حسين أغنية أو ألبوما اتصلت به وهنأته عليه”.

#### شعيل نبيل شعيل
في عام 2013 أكد نبيل شعيل أنه لم يكن على علم باشتراك ابنه شعيل في برنامج ذا إكس فاكتور أرابيا وقال “لم أدرِ بمشاركته فابني مع والدته يعيشان بعيدا عني بعدما تزوجت للمرة الثانية” لافتا إلى أن علاقته بابنه منقطعة منذ سنوات. ولفت نبيل شعيل إلى أن ابنه شعيل نبيل شعيل أخطأ بحقه عندما اشترك بالبرنامج دون الأخذ برأيه موضحا أنه كان على استعداد أن ينتج لابنه لو كان أتصل به وطلب مساعدته لأنه الأقدر على الأخذ بيده إلى عالم النجومية.

#### مشعل العروج
في عام 2009 تحدث نبيل شعيل عن عدم تعاونه مع الملحن مشعل العروج فذكر أن السبب الاختلاف في وجهات النظر على نطاق العمل ولكنه أكد أنهما أصدقاء على الصعيد الشخصي وأنه دعاه إلى افتتاح الاستوديو الخاص به.

#### رابح صقر
في عام 1991 وأثناء حرب الخليج الثانية صاغ الشاعر السعودي عبد العزيز السالم الأغنية الوطنية "يا دار" التي لحنها رابح صقر وشدا بها معا رابح صقر ونبيل شعيل. تلك الأغنية علا صداها وأصبحت تردد في الكثير من المحافل والحفلات والمهرجانات حيث أنه ومنذ سنوات يختم بها رابح صقر حفلاته ويتفاءل معها ومعه الجمهور كما أن نبيل شعيل هو الآخر يختم بها حفلاته الغنائية. ولكن لاحت في الأفق بوادر خلاف بين رابح صقر ونبيل شعيل حول من هو صاحب الحق في غناء هذه الأغنية خاصة بعد أن حققت الكثير من الانتشار وأصبح فنانون آخرون يشدون بها في حفلاتهم المختلفة وأصبح الجمهور يرددها في كل مكان حتى أنه وفي إحدى الحفلات في أوروبا والتي كان مجهولا فيها مشاركة نبيل شعيل ورابح صقر معا ورغم علم نبيل شعيل بأن رابح صقر سيشدو بعده في الحفل وسيختم بتلك الأغنية إلا أن نبيل شعيل فاجأ رابح صقر بأن غنى أغنية يا دار في نهاية وصلته الغنائية ووضع رابح صقر في موقف حرج.
وفي عام 2001 ونتيجة لذلك قرر جريدة الجزيرة السعودية وبسبب فوحان رائحة الخلاف بين رابح صقر ونبيل شعيل حول الأغنية ولمن تؤول حقوق غنائها استنطقت كاتبها الشاعر عبد العزيز السالم الذي كان طوال تلك الفترة بعيدا عن أضواء هذه الأغنية لكنه قريب جدا من أجوائها بل أحد أعمدتها الرئيسية حيث قال: "بدأت أو خرجت كلمات الأغنية الوطنية "يادار" خلال أيام حرب تحرير الكويت وتحديدا عند نداء مولاي خادم الحرمين الشريفين لشباب الوطن يالتطوع العسكري تأهبا للدفاع عن تراب الوطن الغالي حيث كتبتها وأنا في ساحة التدريب العسكري ومرتديا البدلة الحربية وبعد أن طلب رابح صقر مني كتابة نص وطني عرضتها عليه وأخذها على الفور وقام بتسجيلها في القاهرة وأبلغني من هناك بأن المفاجأة هي مشاركة نبيل شعيل معه في أدائها بعد أن أبدى نبيل شعيل إعجابه بالكلمات والألحان وطرحت في البدء في شريط راجعين ومن ثم طرحت مرة أخرى في شريط لرابح صقر لوحده رغم أن بقية أغاني الشريط عاطفية. وعندما تنازلت عن نص القصيدة لصالح الشركة المنتجة كنت حينها على خلاف مع رابح صقر ونبيل شعيل لتجاهلهم لاسمي في جميع أحاديثهم التلفزيونية والصحفية ولعدم احترامهم للصداقة التي كانت تجمعنا خلال الأزمة حيث كتبت أيضا كلمات أغنية خاصة بالكويت بعد التحرير اسمها النظر قدام لنبيل شعيل بعد طلبه ذلك وهو في القاهرة كما كتبت لرابح صقر الأغنية الوطنية «سعودي أنا سعودي» كل ذلك بدون أي مقابل مادي يذكر ومع ذلك قوبلت بالتجاهل الإعلامي منهما. كما أنني تنازلت عن حقوق نص يادار إكراما واحتراما لصاحب ومالك شركة فنون الجزيرة وهي الشركة المنتجة لهذا العمل. كما أنه ليس لأحد الحق بالسماح أو الرفض بغناء يا دار كما أنها مهداة مني لأي صوت لديه احترام وإخلاص لكاتب الكلمات فالأغنية من حق أي فنان أو فنانة يريد غناءها سواء محليا أو خليجيا أو حتى عربيا وأخص بالذكر الفنان الكبير عبد المجيد عبد الله الذي غناها في جلسة خاصة أو أحلام الشامسي أو غيرهم". وختم الشاعر عبد العزيز السالم كلامه موضحا بأن أغنية يا دار التي شدا بها المطربان ولا زالا ينقصها بيتين في قمة القوة بُترا من قبل مؤديها والملحن دون الرجوع له.
في عام 2011 زعل نبيل شعيل من رابح صقر بسبب الإحراج الذي سببه له حين أخل بالاتفاق معه وورطه على المسرح أمام الجمهور. فقد اتفقا في حفلتهما الغنائية المشتركة على أن يقدما معا أغنية ثنائية وطنية وهي يا دار على مسرح ليالي فبراير مما اضطر نبيل شعيل أن يختم وصلته الغنائية من غير أغنية وطنية كما هو معروف عنه لأنه كان ينوي تقديم مفاجأة للجمهور مع رابح صقر. لكن الصدمة الكبيرة التي تلقاها نبيل شعيل لحظتها هي رفض رابح صقر للتقدم للغناء معه بحجة عدم وجود وقت وأيضا لأنه مرتبك من الجمهور الكويتي مما جعل نبيل شعيل يخرج من صالة الحفلة وهو زعلان وفي حالة صدمة ولم يكلف رابح صقر نفسه الاتصال بشعيل والاعتذار منه. ولم يقم كذلك رابح صقر باختتام وصلته الغنائية بأغنية وطنية كالمعتاد مع أن الجمهور طالبه بأن يغني يا دار لكنه تجاهل رغبة الجمهور حتى لا يكبر الخلاف ويفهم نبيل شعيل الموضوع بطريقة أخرى.

## حياته الخاصة
تزوج مرتين رزق من زوجته الأولى بابنه شعيل ثم انفصل عنها ليتزوج بعدها مرة ثانية رزق منها بعبد الوهاب وزينة

## ألبومات
| الألبوم                                          | العام | المنتج       |
| ------------------------------------------------ | ----- | ------------ |
| أقبل العيد، يا حبيب أهواك من مهرجان دن دون الأول | 1981  | دن دون       |
| سكة سفر                                          | 1982  | دن دون       |
| الحب الصدوق                                      | 1983  | دن دون       |
| لو يحصلى                                         | 1985  | دن دون       |
| نورت                                             | 1986  | رومكو        |
| أنا منساك                                        | 1987  | شركة النظائر |
| يا شمس                                           | 1988  | دن دون       |
| اللي ماله أول                                    | 1989  | دن دون       |
| نبيل 90                                          | 1990  | شركة النظائر |
| نبيل شعيل الله ياشين "بعد التحرير"               | 1992  | شركة النظائر |
| غناوي                                            | 1993  | فنون الجزيرة |
| نبيل شعيل                                        | 1994  | فنون الجزيرة |
| نبيل شعيل                                        | 1995  | فنون الجزيرة |
| راحت وقالت                                       | 1997  | فنون الجزيرة |
| ما أروعك                                         | 1998  | روتانا       |
| نبيل شعيل                                        | 2000  | روتانا       |
| نبيل شعيل                                        | 2002  | روتانا       |
| نبيل شعيل                                        | 2004  | روتانا       |
| نبيل شعيل                                        | 2005  | روتانا       |
| نبيل شعيل                                        | 2006  | روتانا       |
| نبيل شعيل                                        | 2007  | روتانا       |
| يا قلب                                           | 2009  | روتانا       |
| نبيل شعيل                                        | 2012  | روتانا       |
| منطقي                                            | 2014  | روتانا       |
| الناس غير الناس                                  | 2016  | روتانا       |
| نبيل شعيل                                        | 2018  | روتانا       |
| فرق السما                                        | 2019  | روتانا       |
| لاهي                                             | 2022  | روتانا       |
| الرايق                                           | 2023  | روتانا       |

## فيديو كليبات
| الأغنية                      | المنتج       | المخرج            |
| ---------------------------- | ------------ | ----------------- |
| سكة سفر                      | دن دون       | _                 |
| يا شمس                       | دن دون       | _                 |
| اللي ماله أول                | دن دون       | _                 |
| حبيبي تمسكن                  | دن دون       | _                 |
| صباح الخير                   | دن دون       | _                 |
| إنتصرنا ديو مع رابح صقر      | دن دون       | _                 |
| نورت يا حلاها                | دن دون       | _                 |
| منهو إنت                     | دن دون       | _                 |
| الكويت حرة                   | دن دون       | _                 |
| يادار ديو مع رابح صقر        | دن دون       | _                 |
| وايد حبايب                   | دن دون       | _                 |
| يا دنيا                      | دن دون       | _                 |
| ما التقينا                   | دن دون       | _                 |
| لايق                         | دن دون       | _                 |
| ما انساك                     | دن دون       | _                 |
| صادني في غرامه               | دن دون       | _                 |
| الله يا زينه                 | دن دون       | _                 |
| هلي يا قمرة                  | شركة النظائر | _                 |
| لا تغالط احاسيسك             | شركة النظائر | _                 |
| لا تصدق                      | شركة النظائر | محمد سعود         |
| جيتك                         | شركة النظائر | علي الريس         |
| على خير                      | شركة النظائر | علي الريس         |
| يا دنيا                      | شركة النظائر | علي الريس         |
| من شكالي                     | شركة النظائر | علي الريس         |
| تركد                         | شركة النظائر | غافل فاضل         |
| صباح الخير يا مدلل           | فنون الجزيرة | غير معروف         |
| نصيب الغير                   | فنون الجزيرة | نواف سالم الشمري  |
| من تكون                      | art الموسيقى | عادل الخضر        |
| عينك على مين                 | art الموسيقى | غير معروف         |
| مجبور                        | art الموسيقى | عادل الخضر        |
| قولولها                      | art الموسيقى | أحمد الدوغجي      |
| جيت المنازل                  | art الموسيقى | عادل الخضر        |
| غرورك                        | art الموسيقى | نواف سالم الشمري  |
| راحت وقالت                   | art الموسيقى | عادل الخضر        |
| تغيرنا                       | art الموسيقى | نواف سالم الشمري  |
| ما أروعك                     | art الموسيقى | أحمد الدوغجي      |
| المعاند                      | art الموسيقى | عادل الخضر        |
| عرفت تجرحين                  | art الموسيقى | أحمد الدوغجي      |
| أما كذا                      | art الموسيقى | أحمد الدوغجي      |
| لعبة الأيام                  | art الموسيقى | عادل الخضر        |
| طبعا غير                     | روتانا       | ميرنا خياط        |
| مسك الختام                   | art الموسيقى | ميرنا خياط        |
| ليه يا غرام                  | روتانا       | محمد العجمي       |
| ياسعدهم                      | روتانا       | عادل الخضر        |
| مولاي                        | روتانا       | عادل الخضر        |
| من قال                       | روتانا       | يعرب بو رحمة      |
| انا ناطر                     | روتانا       | يعرب بو رحمة      |
| جاني                         | روتانا       | جميل جميل المغازي |
| مانسيتهم                     | روتانا       | جميل جميل المغازي |
| ضروري                        | روتانا       | يعرب بو رحمة      |
| بعد اذنك                     | روتانا       | جميل جميل المغازي |
| يا عسل                       | روتانا       | أحمد الدوغجي      |
| أمة قلبي مع عبد الله الرويشد | روتانا       | خليفة الحداد      |

## المهرجانات التي شارك فيها
- : حفلات شبكة راديو وتلفزيون العرب
- الكويت: مهرجان هلا فبراير
- الأردن :مهرجان جرش
- تونس: مهرجان قرطاج.
- الإمارات العربية المتحدة: ليالي دبي
- عُمان: صلالة
- المغرب: أغادير
- المغرب موازين
- لبنان: عالية، جزين
- فرنسا: باريس
- المملكة المتحدة: لندن

## أغاني المسلسلات
- 2022: قلبي أطمأن[27]
- 2019: زلزال
- 2014: بسمة منال
- 2013: ماي عيني
- 2012 خادمة القوم
- 2012: قصص الإنسان في القرآن
- 2008: جدار القلب
- 2007: الخراز
- 2004: دنيا القوي
- 2004: بيت العائلة
- 2002: ثمن عمري
- 2006: بلا رحمة
- 1988: إزعاج

## تقديم البرامج
في رمضان 2022 قدم برنامج حواري فني بعنوان «مع بوشعيل» على تلفزيون الراي

## جوائز وتكريمات
حصل خلال مشواره الفني على العديد من الجوائز والتكريمات:-
- 2011: جائزة الموريكس دور كأفضل مغني عربي[29]
- 2008: حيث تم تكريمه على هامش فعاليات مهرجان أوسكار الفيديو كليب.
- 2010: كما تم تكريمه في ختام فعاليات بطولة سمو الشيخ حمد محمد بن راشد آل مكتوم في موسمها الخامس.
- تم تكريمه أيضاً من قبل جامعة الدول العربية في القاهرة بمناسبة مرور أكثر من 25 سنة من عطائه الفني.